# Trigonoplax
Trigonoplax is een geslacht van kreeftachtigen uit de klasse van de Malacostraca (hogere kreeftachtigen).

## Soorten
- Trigonoplax longirostris McCulloch, 1908
- Trigonoplax spathulifera Lucas, 1980
- Trigonoplax unguiformis (De Haan, 1839)